# 拉茨温泉浴场

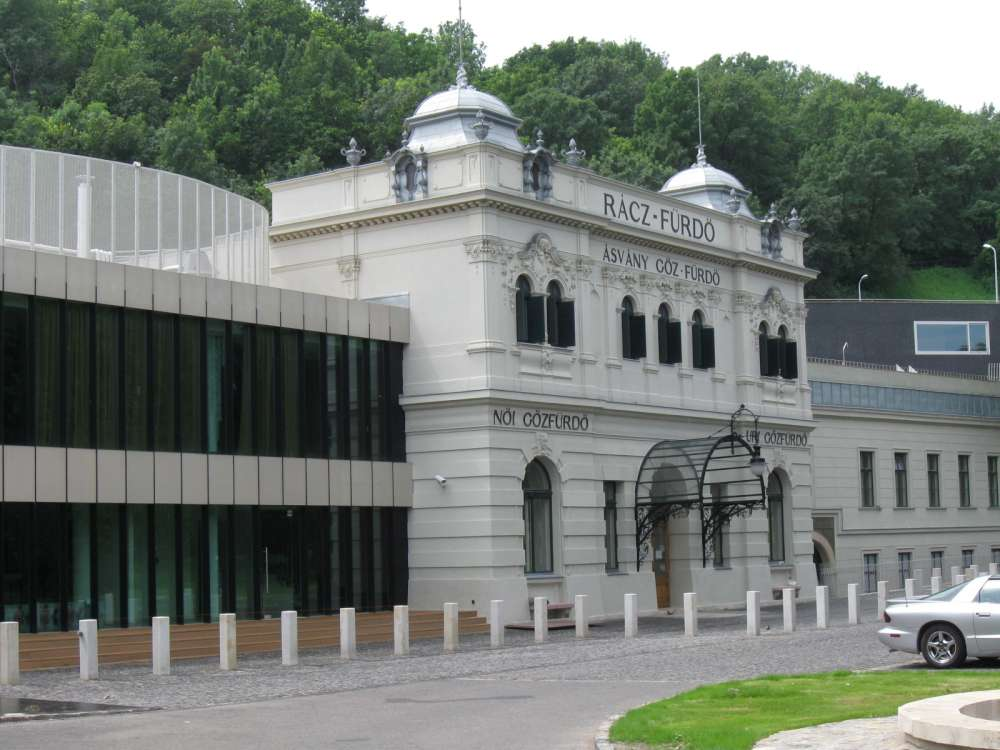
入口

拉茨温泉浴场（Rácz Thermal Bath）位于匈牙利布达佩斯，是一个8000平方米的浴室，以其可以追溯到16世纪的土耳其浴室，著名的帝国浴室和淋浴走廊则建于奥匈帝国时期。该浴场被列为联合国教科文组织世界遗产。
拉茨浴场的水中含有钙，镁，氢-碳酸盐，硫酸盐，氯化物，钠离子和氟离子。据称有益于关节炎，脊椎病，椎间盘疼痛，主动脉瓣狭窄，哮喘和支气管炎。该建筑设有11个游泳池。水温14C，36C，38C，42C。

## 历史

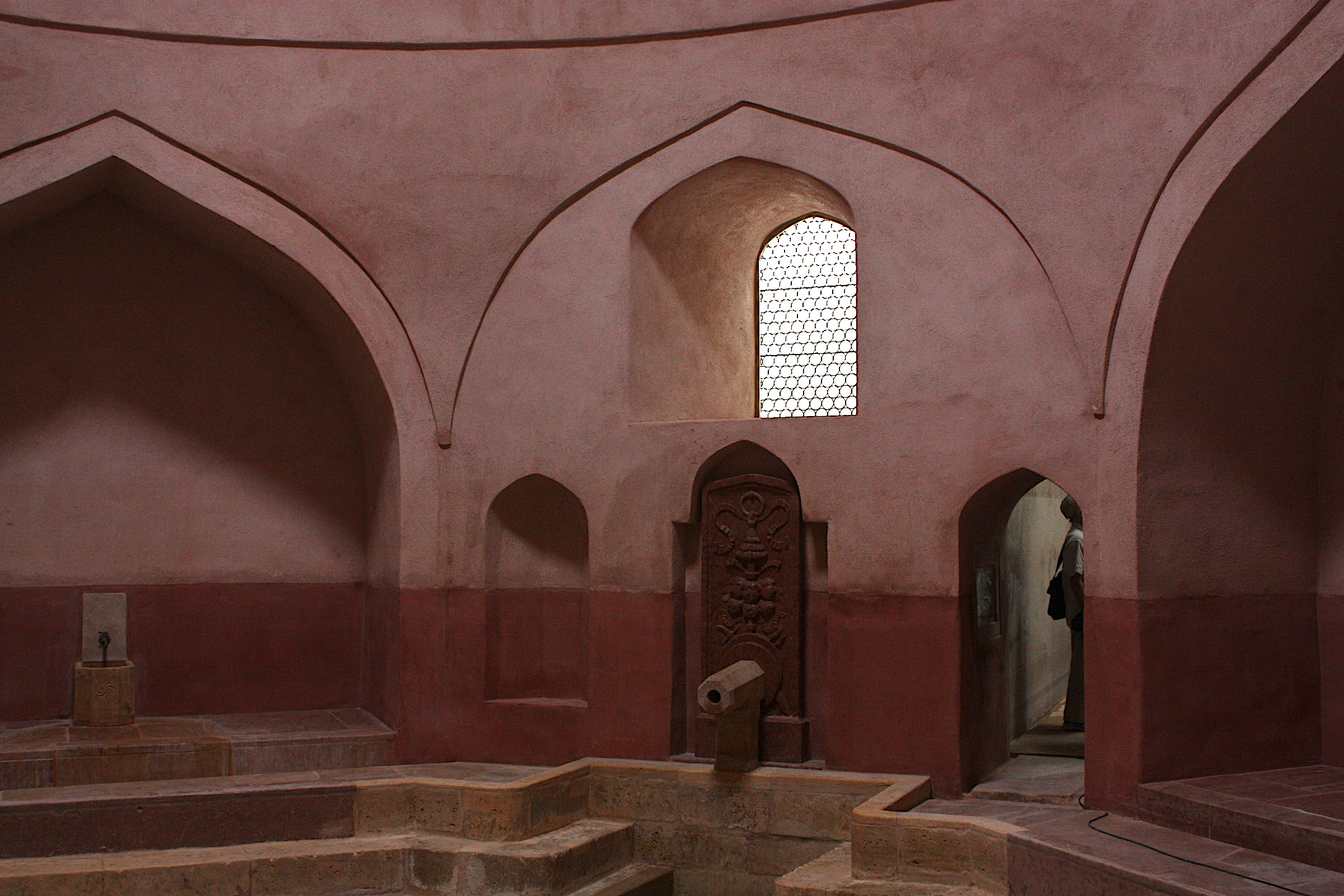
土耳其浴室

拉茨浴场最古老的部分是土耳其浴室，建于1572年，在当时称为小温泉（Kücsük Ilica）。
拉茨浴场最令人印象深刻的部分“淋浴走廊”由Miklós Ybl在1865年和1870间年分两期建成，在第二次世界大战期间曾遭轰炸，在1960年代和2002年根据旧铜版画、图纸和文档修复。帝国浴室建于1870年，使用大理石建造。
21世纪新建的现代水疗中心毗邻历史建筑，有21个治疗室，一个商务房和一个特殊的贵宾区。